# Xã Emerson, Michigan
Xã Emerson (tiếng Anh: Emerson Township) là một xã thuộc quận Gratiot, tiểu bang Michigan, Hoa Kỳ. Năm 2010, dân số của xã này là 952 người.